# Prasinocyma gemmatimargo
Prasinocyma gemmatimargo là một loài bướm đêm trong họ Geometridae.